# Ramon Solsona i Sancho
Œuvres principales
Les hores detingudes (1993)
Ramon Solsona i Sancho, né à Barcelone (Catalogne, Espagne), le 7 février 1950, est un écrivain et journaliste catalan.

## Biographie
Ramon Solsona i Sancho est licencié en philologie romane et est professeur du secondaire. Il est connu pour son style ironique et ses nombreuses collaborations avec la presse écrite (Avui, Diario de Barcelona, La Vanguardia) et à la radio (Catalunya Ràdio, RAC 1), ainsi qu'à la télévision dans diverses émissions sur TV3.
Son roman Les hores detingudes (1994) reçoit trois prix la même année et est traduit en castillan et en français. Il reçoit le prix Sant Jordi du roman pour L'home de la maleta en 2011.
Il est le coauteur avec Antoni Ros-Marbà de l'hymne du centenaire en 1998 du FC Barcelone.
Il a été traduit en français, castillan et roumain.

## Œuvres

### Nouvelles
- 1991 : Llibreta de vacances
- 2006 : Cementiri de butxaca[2]

### Romans
- 1989 : Figures de calidoscopi
- 1993 : Les hores detingudes, traduit en français en 1997 par Edmond Raillard sous le titre Les heures suspendues[3]
- 1998 : DG
- 1999 : No tornarem mai més
- 2001 : El cor de la ciutat
- 2004 : Línia blava
- 2011 : L'home de la maleta[4]

### Poésie
Ouvrages de poésie satirique parus sous le pseudonyme Lo gaiter del Besòs.
- 1989 : Sac de gemecs
- 2013 : Botifarra de pagès!

### Essais
- 1995 : Ull de bou
- 1995 : Ull de vaca
- 2005 : A paraules em convides

## Distinctions
Ramon Solsona a reçu divers prix :
- 1994 : Prix Avui pour ses articles de journaux
- 1994 : Prix de la critique Serra d'Or pour Les hores detingudes.
- 1994 : Prix Prudenci Bertrana du roman pour Les hores detingudes.
- 1994 : Prix Lletra d'Or pour Les hores detingudes.
- 2010 : Prix Sant Jordi du roman pour L'home de la maleta.